# Јустус из Гента
Јустус из Гента или Јос ван Васенхове (хол. Joos van Wassenhove, Justus van Gent, итал. Giusto da Guanto; Гент 1430 — Италија 1480) био је фламански сликар. Стварао је у уметничком стилу фламанских примитиваца. Касније је био активан у Италији на двору војводе Урбина. 
Познат је по својим религијским композицијама у стилу раног низоземског сликарства и серији од 28 портрета чувених људи у којима је видљив утицај раног италијанског ренесансног сликарства.